# Santo Amaro
Santo Amaro és una illa que té una superfície de 143 km² i està situada al centre del litoral de l'Estat brasiler de São Paulo al nord-est de l'illa de São Vicente i al nord de la badia de Santos. En el seu territori hi ha el municipi de Guarujá. A l'estuari que separa l'illa de São Vicente s'hi va construir el port de Santos, un dels més grans del món.